# Marimatha coenogramma
Marimatha coenogramma là một loài bướm đêm trong họ Noctuidae.